# Muhàmmad VI
|  | Per a altres significats, vegeu «Muhàmmad VI ibn al-Hàssan». |

Abu-Abd-Al·lah Muhàmmad al-Ghàlib bi-L·lah o Muhàmmad VI "el Bermejo" (?- Tablada, prop de Sevilla, 25 d'abril de 1362) fou un rei musulmà de la dinastia nassarita de Granada, que va regnar efímerament durant 22 mesos, el 1360-1362.
Era fill d'Ismaïl ibn Muhàmmad i net de Muhàmmad ibn Faraj (germà d'Ismaïl I). La seva esposa era filla de Yússuf I i de la vídua d'aquest, Maryam, una dona ambiciosa, que va moure els fils des de l'ombra d'una revolució que va portar al poder a Abu-l-Walid Ismaïl, el seu cosí i germà de la seva dona, en un cop d'estat de palau que va enderrocar a Muhàmmad V. Abu-Abd-Al·lah Muhàmmad fou qui va prendre el palau per assalt, matant el ministre Ridwan, però Muhàmmad V no era a palau i es va poder refugiar a Guadix des d'on va fugir a Fes (novembre del 1359). Al cap de deu mesos, com que tenia el poder efectiu al tenir el comandament de les forces militars, va fer matar Ismaïl II (24 de juny de 1360) i es va proclamar rei.
Era groller en el seu comportament i vestia d'una manera que no agradava al poble; era tan impopular com l'enderrocat Ismaïl II. Muhàmmad VI es va mostrar pro-català i va rebutjar el tribut pagat a Castella, alineant-se oficialment amb la corona catalana. Però Pere I el Cruel va rebutjar els catalans i aragonesos que havien ocupat Nájera el 1360 i el 13 de maig de 1361 es va signar el tractat de pau de Terrer, podent llavors dedicar-se al seu antic vassall de Granada. L'enderrocat Muhàmmad V reclamava l'ajut de Castella per recuperar el tron. Amb suport castellà, Muhàmmad V va poder tornar al regne de Granada des de Fes, el 1361, i va reunir un exèrcit a Ronda. Una conjunció de forces castellanes i de Muhàmmad V va iniciar l'ofensiva el mateix 1361 però sense gaire èxit; l'atac castellà a la Vega de Granada fou rebutjat i els atacants foren després derrotats a Guadix el gener del 1362, i molts soldats cristians van caure presoners dels granadins. Però després els castellans van començar a ocupar fortaleses, destacant especialment Iznájar. Muhàmmad V es va apoderar de Màlaga i van seguir amb Loja, Antequera, Vélez i Alhama. El març de 1362 Muhàmmad VI va abandonar Granada i es va anar a entrevistar amb Pere el Cruel a Sevilla, esperant arribar a un acord, però el castellà el va fer executar a Tablada, prop de Sevilla, el 25 d'abril de 1362. Muhàmmad V, que era a les portes de Granada, fou llavors reconegut i va poder entrar a la ciutat.